# Coulommiers-la-Tour

Coulommiers-la-Tour este o comună în departamentul Loir-et-Cher, Franța. În 1 ianuarie 2022 avea o populație de 575 de locuitori.